# Initialsprengstoff
Initialsprengstoffe (von lat. initium ‚Anfang‘, ‚Eingang‘), veraltet auch Knallpräparate, lassen sich durch kleine mechanische oder thermische Einwirkungen zur Explosion bringen. Sie dienen in Sprengkapseln zum Initiieren von Sprengladungen. In Anzündhütchen von Geschosspatronen finden sich Initialsprengstoffe zum Initiieren der Treibladung.
Diese gehören zusammen mit den Sprengstoffen, Treib- und Schießstoffen (Schwarzpulver und Schießpulver oder Treibladungspulver), Zündmitteln und pyrotechnischen Sätzen zu den Explosivstoffen.
Das in Patronen befindliche Treibladungspulver kann durch den Aufschlag des Zündbolzens nicht zum Abbrand gebracht werden, da es eine zu geringe Stoßempfindlichkeit besitzt. Auch die in Granaten, Minen, Bomben und sonstiger Munition verwendeten Sprengstoffe sind so unempfindlich, dass sie durch Stoß oder die Hitze einer abbrennenden Zündschnur nicht detonieren. In diesen Fällen verwendet man Initialsprengstoffe in Sprengkapseln, Zündhütchen oder zur Zündung von Verstärkerladungen. Initialsprengstoffe zeichnen sich durch hohe Empfindlichkeit gegen Reibung, Stoß, Schlag und Erhitzung aus. Knallquecksilber wird z. B. schon durch Erhitzen auf 160 °C (Zündschnur) beziehungsweise durch einen aus 4 cm Höhe herabfallenden 2-kg-Fallhammer zur Detonation gebracht. Patronen haben am Boden oder am Rand eine kleine Menge Initialsprengstoff. Dieser wird durch den aufschlagenden Bolzen oder elektrische Glühzündung zur Detonation gebracht und zündet dann die Treibladung. Die Initialzündung mit Sprengkapseln wurde 1862 von Alfred Nobel erfunden.
Wichtige Initialsprengstoffe sind:
- Knallquecksilber bzw. Quecksilberfulminat (historisch)
- Bleiazid
- Silberazid
- Silberacetylid (keine technische Anwendung)
- Knallsilber bzw. Silberfulminat (in Knallerbsen)
- Diazodinitrophenol
- Bleipikrat (hauptsächlich historisch)
- Bleistyphnat bzw. Bleitrinitroresorcinat
- Tetrazen
- CP
- Nickelhydrazinnitrat (NHN)
- Hexamethylentriperoxiddiamin (HMTD); (keine technische Anwendung)
- Acetonperoxid (DADP, TATP oder APEX); (keine technische Anwendung)
- 3-Nitrobenzoldiazoniumperchlorat[2]
- Tetraamminkupfer(II)-chlorat (TACC)
- Kupferacetylid

Das 1585 erstmals beschriebene Knallgold fand aufgrund seiner großen Empfindlichkeit und seiner daraus resultierenden problematischen Handhabung keine nennenswerte technische Anwendung als Sprengstoff.